# Andrzej Wilowski
Andrzej Zbigniew Wilowski (ur. 16 grudnia 1954 w Poznaniu) – polski publicysta dziennikarz, autor zbiorów wierszy, artykułów, opowiadań i scenariuszy filmowych. 

## Działalność kulturalna
Absolwent w 1981 Wydziału Filologii Polskiej Uniwersytetu im. Adama Mickiewicza w Poznaniu.
W latach 1973–1976 działacz kultury studenckiej, organizator Warsztatów Artystycznych. 
W latach 1974–1978 związany z Teatrem Ósmego Dnia w Poznaniu. 

## Działalność opozycyjna
- W latach 1976–1980 współpracownik KOR i KSS „KOR”; za przynależność do SKS represjonowany poprzez „rozmowy ostrzegawcze”, rewizje i zatrzymania do 48 godzin.
- W 1977 uczestnik zbierania podpisów w obronie Stanisława Barańczaka.
- W latach 1977–1980 współpracownik Uniwersytetu Latającego, a następnie TKN – współorganizator wykładów Stanisława Barańczaka i wieczorów autorskich.
- W latach 1977–1981 - redaktor i drukarz ulotek, dokumentów, proklamacji, uchwał SKS; w 1978 wydawca Zeszytu SKS „Nowy ewolucjonizm” Adama Michnika. 1976-1989 kolporter niezależnych wydawnictw NOWA, ARKA, prasy związkowej, biuletynów informacyjnych KOR, ulotek; po 13 grudnia 1981 znaczków „pocztowych”, banknotów, kaset z nagraniami audycji radia „Solidarność” i in.
- 1977-1980 właściciel księgozbioru niezależnej biblioteki udostępnianej w prywatnym mieszkaniu.
- W latach 1980–1981 współpracownik struktur „Solidarności”, we wrześniu 1981 uczestnik spotkania nad Maltą w Poznaniu. W 1980 roku współzałożyciel NZS UAM, w 1981 współorganizator strajku studenckiego na UAM dotyczącego rejestracji NZS.
- W latach 1980–1981 drukarz niezależnych pism NZS. 13 XII 1981 – 1983 współpracownik Janusza Pałubickiego w ramach struktur TZR Wielkopolska NSZZ „S”.
- W latach 1981–1989 zaangażowany w zbieranie informacji na temat aktywności podziemnych struktur zakładowych, współtwórca „Biuletynu Informacyjnego” – Niezależnej Inicjatywy Wydziału Filologicznego UAM.
- W latach 1982–1985 drukarz niezależnego „Obserwatora Wielkopolskiego”, 1988-1991 autor tekstów, redaktor „Obserwatora Wielkopolskiego”; w 1982 współzałożyciel niezależnego pisma „Veto”, organizator sprzętu poligraficznego; w 1982-1983 stażysta w Poznańskim Towarzystwie Przyjaciół Nauk; 1983-1985 nauczyciel w Gminnej Szkole Zbiorczej w Czerwonaku, filia w Kicinie; 1985-1986 w Zespole Szkół Muzycznych w Poznaniu, 1986-1988 w Zespole Szkół Elektrycznych w Poznaniu; autor tekstów do „Czasu Kultury”.
- W 1989 uczestnik akcji informacyjnej oraz przygotowania ulotek z życiorysami kandydatów do Sejmu.

## Działalność publicystyczna
- 1978-1982 współpracownik wydawnictwa Witrynka Literatów i Krytyków. W 1980 autor tomiku poetyckiego „Wiersze” wydanego przez Witrynkę Literatów i Krytyków.
- Od 1988 na rencie; współpracownik prasy oficjalnej: krakowskiego „Czasu”, „Gazety Handlowo-Przemysłowej”; później współpracownik „Gazety Wyborczej”, wykładowca w Akademii Sztuk Wizualnych w Poznaniu i kierownik działu współpracy z zagranicą na UAM w Poznaniu.
- Od 1990-2009 w Stowarzyszeniu Dziennikarzy Polskich; 2002-2009 w SWS. Autor wielu artykułów w pismach muzycznych (Diapazon, Brzmienia), w prasie regionalnej i ogólnopolskiej. Redagował wraz z Jackiem Kasprzyckim, Tamarą Sorbian i Henrykiem Lubawym niekomercyjną witrynę internetową Artwakat o sztuce. Od roku 2008 jest wiceprezesem stowarzyszenia PTAAAK, którego prezesem jest działacz muzyczny, menadżer, publicysta i wydawca - Krzysztof Wodniczak.
- Odznaczony Krzyżem Oficerskim Orderu Odrodzenia Polski (2007).